# Međunarodna geografska unija
Međunarodna geografska unija (IGU,. ; UGI, (fr. Union Géographique Internationale).) je međunarodno geografsko društvo. Prvi međunarodni geografski kongres održan je u Antverpenu 1871. godine. Sledeći susreti doveli su do uspostave trajne organizacije u Briselu 1922. godine. Unija ima 34 komisije i četiri operativne snage. Komisije uključuju primijenjenu geografiju, rodnu geografiju, pomorsku geografiju, kao i krajobraznu analizu i vodnu održivost.

## Ciljevi
IGU ima sedam ciljeva:
1. promovisanje istraživanja geografskih problema;
2. iniciranje i kordinacije geografskih istraživanja koja zahtevaju međunarodnu saradnju i promovisanje naučne diskusije o istraživanjima i njihovoj objavi;
3. osiguranje delovanja geografa u radu relevantnih međunarodnih organizacija;
4. olakšavanje prikupljanja i širenja geografskih podataka i dokumentacije unutar pojedinih zemalja članica i između njih;
5. promovisanje međunarodnih geografskih kongresa, regionalnih konferencija i specijaliziranje simpozije povezane s objektivima Unije;
6. delovanje u bilo kom prikladnom obliku međunarodne saradnje s ciljem unapređenja istraživanja i primerne geografije;
7. promovisanje međunarodne standardizacije ili kompatibilnost metoda, nomenklature i simbola korištenih u geografiji.

## Predsednici
Sledeći popis sadrži više dužnosnike IGU-a od 1922-danas:
- 1922–1924 Prince Bonaparte, Francuska
- 1924–1928 General Vacchelli, Italija
- 1928–1931 General Bourgeois, Francuska
- 1931–1934 Isaiah Bowman, SAD
- 1934–1938 Sir Charles Close, UK
- 1938–1949 Emmanuel de Martonne, Francuska
- 1949–1952 George B. Cressey, SAD
- 1952–1956 L. Dudley Stamp, UK
- 1956–1960 Hans W. Ahlmann, Švedska
- 1960–1964 Carl Troll, Njemačka
- 1964–1968 Shiba P. Chatterjee, Indija
- 1968–1972 Stanislaw Leszczycki, Poljska
- 1972–1976 Jean Dresch, Francuska
- 1976–1980 Michael J. Wise, UK
- 1980–1984 Akin L. Mabogunje, Nigerija
- 1984–1988 Peter Scott, Australija
- 1988–1992 Roland J. Fuchs, SAD
- 1992–1996 Herman Th. Verstappen, Nizozemska
- 1996–2000 Bruno Messerli, Švicarska
- 2000–2004 Anne Buttimer, Irska
- 2004–2006 Adalberto Vallega, Italija, preminuo u službi
- 2008–2012 Ronald Francis Abler, SAD
- 2012-2016 Vladimir Aleksandrovich Kolosov, Rusija
- 2016-danas Yukia Himiyama, Japan

## Glavni sekretari
- 1922–1928 Sir Charles Close, UK
- 1928–1931 Filippo de Filippi, Italija
- 1931–1938 Emmanuel de Martonne, Francuska
- 1938–1949 Paul Michotte + Marguerite-Alice Lefèvre, Belgija
- 1949–1956 George H. T. Kimble, Kanada
- 1956–1968 Hans Boesch, Švicarska
- 1968–1976 Chauncy D. Harris, SAD
- 1976–1984 Walther Manshard, Njemačka
- 1984–1992 Leszek A. Kosiski, Kanada
- 1992–2000 Eckart Ehlers, Njemačka
- 2000–2008 Ronald Francis Abler, SAD
- 2008–2010 Yu Woo-ik, Južna Koreja
- 2010-danas Michael Meadows, Južnoafrička Republika

## Literatura
- Kish, George (1992). „International Geographical Union: A Brief History”. GeoJournal. 26 (2): 224—228. ISSN 0343-2521.
- Marie-Claire Robic, Anne-Marie Briend, Mechtild Rössler (eds.) Geographers to the world. The International Geographical Union and the International Geographical Congress. Paris: L 'Harmattan. 1996. ISBN 9782738445735..
- Dunbar, Gary S. (2001)  Kluwer Academic Publishers Geography: Discipline, Profession and Subject since 1870: An International Survey. стр. 36. ISBN 978-1-4020-0019-5.
- Lidstone, John; Williams, Michael (2006)  Springer Geographical Education in a Changing World: Past Experience, Current Trends and Future Challenges. стр. 39. ISBN 978-1-4020-4806-7.
- International Geographical Union (IGU)
- Royal Irish Academy (RIA)

## Spoljašnje veze
- International Geographical Union / Union Géographique Internationale